# Aepophilus bonnairei
Aepophilus, Aepophilidae
Famille
Genre
Espèce
Aepophilus bonnairei, la punaise des estrans, est une espèce de petits insectes hétéroptères (punaises) brachyptère, la seule de la famille monotypique des Aepophilidae et du genre monotypique Aepophilus.

## Description
Cette petite punaise à pigmentation générale jaunâtre à brunâtre, parfois rougeâtre, a des antennes bien visibles, de quatre articles, le premier court et les trois autres plus longs, de diamètre plus ou moins égal ; contrairement aux autres Leptopodomorpha, les yeux sont très petits, rouges, touchant le pronotum, et les ocelles non visibles. Le pronotum est transverse, légèrement plus court que la tête, ses bords antérieurs et latéraux sont droits, le bord postérieur légèrement concave. Les sternites sont couverts d'une pubescence longue et dense, le vertex et les tergites abdominaux d'une pubescence courte et inclinée. Brachyptère, les hémélytres jaune noirâtre sont  courtes, terminées en pointe du côté externe, concaves du côté interne, et recouvertes de soies fortes et peu denses; les ailes sont sans nervures. Les tarses médians et postérieurs sont formés de trois articles. Taille : environ 2-3,5 mm,.

## Répartition et habitat
Elle se rencontre sur la côte de l'océan Atlantique et de la Manche, du Maroc jusqu'à la côte sud-ouest de la Grande-Bretagne, de la Cornouailles, du Pays de Galles et de l'Irlande. En France, elle a été mentionnée Saint-Malo, Saint-Servan, Lancieux, Roscoff, et de l'île de Ré (localité-type à sa découverte en 1878). Elle est également mentionnée des départements des Côtes d'Armor et de la Manche.
Elle vit au niveau de la zone de balancement des marées des côtes rocheuses granitiques ou calcaires, assez bas, entre la zone à Fucus spiralis et la zone à Fucus serratus, sans atteindre la ceinture à laminaires,. Elle s'installe dans des fissures de quelques millimètres d'ouverture maximum, dans lesquelles des bulles d’air restent emprisonnées quand la marée les recouvre, leur permettant de respirer. Il est possible qu'elle soit peu observée en raison des difficultés à la trouver. Il faut en effet ouvrir les fissures à l’aide d’un burin et d’un marteau, ce qui est très destructeur.

## Biologie
À marée basse, elle se rencontre sur les frondes d'algues (Fucus, laminaires). Lucifuges, elles se rencontrent souvent la nuit, la lumière semble bloquer le réflexe de ponte des femelles, ainsi que le développement embryonnaire. À marée haute, elle se cache dans les fentes de rochers ou sous les pierres, en groupes,. Elle respire l'air qui reste accroché dans ses zones pileuses ou dans des cavités sous les pierres formant comme des cloches de plongeurs,,.
Cette punaise est prédatrice de différents petits arthropodes à corps mou (vers, crustacés mais pas mollusques),.
Pour le moment, aucun prédateur de cette espèce n'est connu.
L'adulte est rencontré toute l'année, les mues se font au fond des fissures.